# Rhodobates
Rhodobates is een geslacht van vlinders van de familie echte motten (Tineidae).

## Soorten
- R. algiricella (Rebel, 1901)
- R. canariensis Petersen & Gaedike, 1979
- R. emorsus Gozmány, 1967
- R. friedeli Petersen, 1987
- R. laevigatellus (Herrich-Schäffer, 1854)
- R. mirabib Mey, 2011
- R. nodicornella (Rebel, 1911)
- R. pallipalpellus Rebel, 1901
- R. paracosma (Meyrick, 1908)
- R. pinkeri Petersen, 1987
- R. sinensis Petersen, 1987
- R. unicolor (Staudinger, 1870)